# Agrypnus formosanus
Agrypnus formosanus es una especie de escarabajo del género Agrypnus, tribu Agrypnini, familia Elateridae. Fue descrita científicamente por Bates en 1866.
Se distribuye por Vietnam.